# Richarlyson
Richarlyson, właśc. Richarlyson Barbosa Felisbino (ur. 27 grudnia 1982 w Natalu) – brazylijski piłkarz występujący na pozycji obrońcy lub pomocnika, dwukrotny reprezentant Brazylii.

## Kariera klubowa
Richarlyson jest wychowankiem Ituano FC. W 2002 roku przeniósł się do III-ligowego EC Santo André, którego zawodnikiem był do 2005 roku. W tym czasie kilkakrotnie go wypożyczano: do Fortalezy EC, z którą zagrał 16 meczów w I lidze (2003), oraz do SV Salzburg (sezony 2003/04 i 2004/05).
W drugiej połowie 2005 roku został sprzedany do São Paulo FC, w którym odnosił największe sukcesy. Był w kadrze na Klubowe Mistrzostwa Świata 2005, które jego drużyna wygrała. W sezonach 2006, 2007 oraz 2008 był jednym z podstawowych graczy zespołu i walnie przyczynił się do zdobycia przez São Paulo FC trzech tytułów mistrzowskich. W latach 2011–2013 był zawodnikiem Atlético Mineiro.

## Kariera reprezentacyjna
Richarlyson został na początku 2008 roku powołany do reprezentacji Brazylii. Zdebiutował 6 lutego w meczu przeciwko Irlandii, wygranym w Dublinie 1:0. Kolejny występ, przeciwko Szwecji (26 marca 2008 w Londynie, 1:0), był jego drugim i ostatnim w drużynie narodowej.

## Życie prywatne
Jego ojciec Reinaldo Felisbino (znany jako Lela) – był napastnikiem m.in. Coritiba FBC, z którą zdobył tytuł mistrza Brazylii w 1985 roku. Bratem Richarlysona jest Alecsandro – były gracz m.in. Cruzeiro EC, Sporting CP i SC Internacional.

## Sukcesy
EC Santo André U-20
- Copa São Paulo de Futebol Júnior: 2003

São Paulo FC
- klubowe mistrzostwo świata: 2005
- mistrzostwo Brazylii: 2006, 2007, 2008

Atlético Mineiro
- Copa Libertadores: 2013
- Campeonato Mineiro: 2012, 2013